# Centre national de création musicale
Centre national de création musicale (ou CNCM) est un label officiel français attribué à des institutions culturelles qui se consacrent aux musiques contemporaines. 

## Historique
Le label Centre national de création musicale est institué par le décret du 28 mars 2017. 

## Missions
Le cahier des charges du label Centre national de création musicale est défini par l'arrêté du 5 mai 2017 :
- Soutien à la création : résidence d'artistes musicaux, production et coproduction d’œuvres, assistance technico-musicale, commandes etc.
- Diffusion : concerts en saison et/ou en festival, répétitions publiques, concerts-rencontres, petites formes etc.
- Recherche et développement : recherche appliquée ou fondamentale d’outils d’aide à la création et de processus de création musicale, développement technologique, valorisation et diffusion de la recherche etc.
- Soutien à la formation : soutien à l'insertion professionnelle, partenariat avec les établissements d'enseignements artistiques, soutien à la formation continue etc.
- Action culturelle et artistique : mise en place d'actions de pratiques et de sensibilisation à destinations du grand public et des groupes scolaires et sociaux
- Pôle ressource : publication, colloques scientifiques, diffusion d'outil, valorisation de la recherche, expertise et accompagnement etc.

## Avantage
La labellisation Centre national de création musicale permet à la structure bénéficiaire d'obtenir une aide financière annuelle minimale de l'Etat de 50% d'un budget cible de 750 000 euros soit 375 000 euros.

## Liste des structures labellisées Centre national de création musicale
En 2024, 8 institutions culturelles labellisées Centre national de création musicale sont réparties sur le territoire français : 
- Athénor scène nomade (Saint-Nazaire, Loire-Atlantique)[5],[6],[7]
- Césaré (Bétheny, Marne)[8];
- Centre culturel VOCE (Pigna, Haute-Corse)[9],[10];
- GMEM - Groupe de Musique Expérimentale de Marseille (Marseille, Bouches-du-Rhône)[11],[12],[13],[14],[15];
- GMEA - Groupe de musique électro-acoustique (Albi, Tarn)[16],[17], qui édite le label Montagne Noire[18],[19] entre autres[20],[21];
- GRAME - Générateur de ressources et d’activités musicales exploratoires (Lyon, Auvergne-Rhône-Alpes)[22],[23],[24],[25],[26]; Editions phonographiques 1992-2011[27],[28];
- La Muse en Circuit (Alfortville, Val-de-Marne)[29];
- Ici l'Onde (Dijon, Côte d'Or)[30].

## Anciennes structures labellisées Centre national de création musicale
- IMEB - Institut international de musique électroacoustique de Bourges (Cher) jusqu'en 2011 ;

- CIRM - Centre international de recherches musicales (Nice, Alpes-Maritimes) jusqu'en 2023[31],[32]; édita des enregistrements jusqu'en 2016[33],[34],[35].